# سرنوشت‌های لهستانی

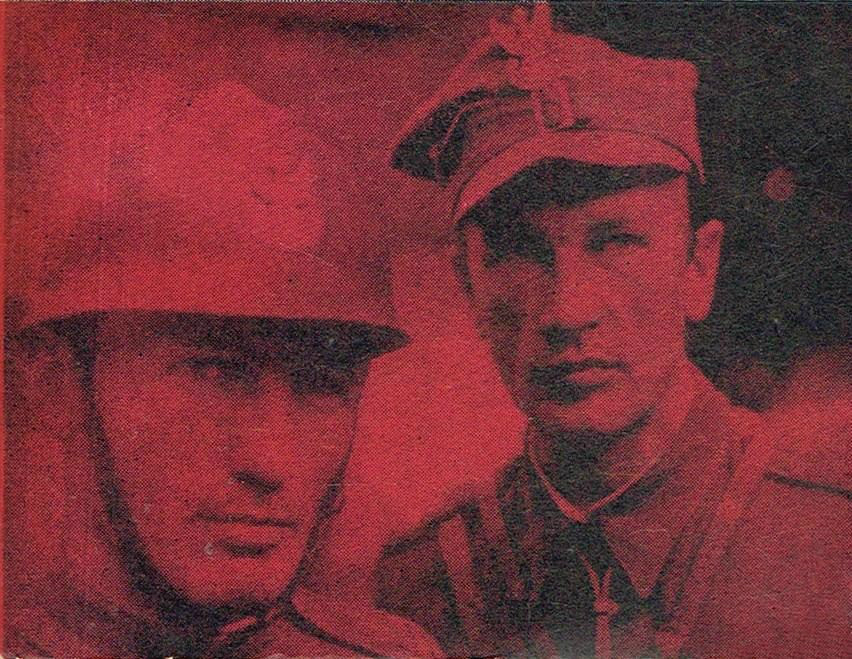
صحنه‌ای از سریال با حضور کارول اشتراسبورگر و آرکادیوش بازاک

سرنوشت‌های لهستانی (لهستانی: Polskie drogi) یک مجموعهٔ تلویزیونی جنگی لهستانی به کارگردانی یانوش مورگن‌اشترن است که در سال ۱۹۷۶ منتشر شد. این سریال روایتی حماسی دربارهٔ سرنوشت مردم لهستان در جریان جنگ جهانی دوم است. فیلم‌نامه این فیلم توسط یژی یانیتسکی (به‌جز قسمت اول به نویسندگی بوهدان چشکو) نوشته شده است.
تولید این مجموعه بیش از سه سال به طول انجامید. فیلم‌برداری آخرین قسمت سریال در اوت ۱۹۷۷ صورت پذیرفت. طبق منابع مختلف، بین ۵۰۰-۶۰۰ بازیگر در ساخت آن نقش داشتند. در پایان تولید سریال، یژی بوخوالد، مدیر تولید، اعتراف کرد که ساخت سریال، هم از نظر فقدان لوکیشن مناسب برای جنگ و هم از نظر لباس، مشکلات زیادی را ایجاد کرده است. در نتیجه، تنها ۱۱ قسمت با مدت زمان کلی ۱۶٫۵ ساعت ساخته شد.
قسمت آزمایشی این سریال در ۱ سپتامبر ۱۹۷۶ منتشر شد. در آغاز پخش کل سریال برای ۱۲ اکتبر ۱۹۷۷ برنامه‌ریزی شده بود اما در نهایت، نخستین قسمت از این مجموعه در تاریخ ۱۶ اکتبر ۱۹۷۷ در تلویزیا پولسکا ۱ در ساعت ۲۰:۳۰ پخش شد و تا ماه نوامبر ۱۹۷۷ ادامه یافت.
این سریال از همان ابتدا نظر مثبت مخاطبان را جلب کرد و بسیار محبوب شد و بارها توسط شبکهٔ تلویزیا پولسکا بازپخش شد. سازندگان سریال جوایز زیادی در شاخه‌های کارگردانی، فیلمنامه، موسیقی و بازیگری دریافت کردند.
در همه‌پرسی هفته‌نامه «آنتن» که در اواسط سال ۱۹۸۴ به مناسبت بیستمین سالگرد تولید فیلم‌های تلویزیونی لهستانی انجام شد، این سریال به عنوان محبوب‌ترین مجموعهٔ تلویزیونی انتخاب شد.

## اسامی قسمت‌ها
- ماموریت ویژه
- شهروندان گ.گ.
- آرام‌ترین جای دنیا
- در مسیر
- درس جغرافیا
- سالگرد
- درس لهستانی
- بدون تکلیف
- در آغوش
- هیملرلند
- دربارهٔ دفاع از خود

## گزیدهٔ بازیگران

### اصلی
- کارول اشتراسبورگر
- کاژیمیش کاچور
- هنریک تالار

### مکمل
- فرانچیشک تشچاک
- آرکادیوش بازاک
- پیوتر فرونچوسکی
- آندژی سورین
- استانیسواف زاچیک
- زوفیا مروزوفسکا
- پیوتر پاوئوفسکی
- یادویگا یانکوفسکا-چشلاک
- یولانتا لوت
- یان انگلرت
- بئاتا تیشکیه‌ویچ
- مونیکا گوژجیک
- ماچئی گورای